# Vargatgrundet
Vargatgrundet är ett skär i Åland (Finland). Det ligger i Skärgårdshavet och i kommunen Kumlinge i landskapet Åland, i den sydvästra delen av landet. Ön ligger omkring 44 kilometer öster om Mariehamn och omkring 230 kilometer väster om Helsingfors.
Öns area är 1,1 hektar och dess största längd är 180 meter i öst-västlig riktning. Trakten är glest befolkad. Närmaste större samhälle är Vårdö, 19,4 km väster om Vargatgrundet.